# نوواوخوچیه
نوواوخوچیه (به لاتین: Novookhochye) یک منطقهٔ مسکونی در روسیه است که در استان آمور واقع شده‌است.